# Sagsai
Sagsai (en mongol: Сагсай), actualmente Uuyim (en mongol, Уужим), es una suma (distrito) de la provincia de Bayan-Ölgii situada al oeste de Mongolia. Está habitada principalmente por kazajos étnicos (kazajos altaicos). Este poblado es hogar de un gran número de cazadores con águilas, que usan águilas reales para cazar zorros y liebres. Cada año, Sagsai es sede del Festival Altaico del Águila Kazaja el último fin de semana del mes de septiembre, para celebrar su patrimonio cultural inmaterial.